# Muzeum Fado
Muzeum Fado (port. Museu do Fado) – muzeum otwarte 25 września 1998 roku, poświęcone muzyce fado i gitarze portugalskiej. Muzeum znajduje się w dzielnicy Alfama w Lizbonie, stolicy Portugalii.
Budynek muzeum stanowił kiedyś stację pomp na Recinto da Praia. Został zbudowany w 1868 roku i jest obecnie obiektem zabytkowym.
Jest to jeden z największych ośrodków kulturalnych w Lizbonie. Ma stałą wystawę, przestrzeń na wystawy czasowe, centrum dokumentacji, sklep, audytorium, restaurację i szkołę, w której uczy się gry fado na gitarze portugalskiej i klasycznej (viola). Organizowane są warsztaty dla kompozytorów.